# Trefriw
Trefriw is een plaats in Wales, in de county borough Conwy en in het ceremoniële behouden graafschap Clwyd. De plaats telt 1.338 inwoners.

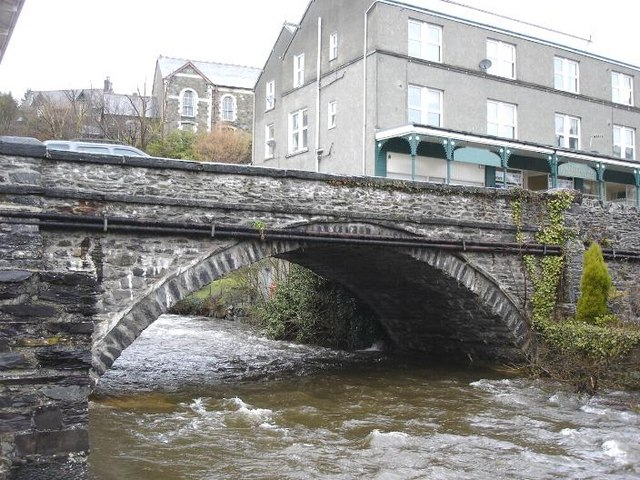
Brug over de Afon Crafnant bij Trefriw
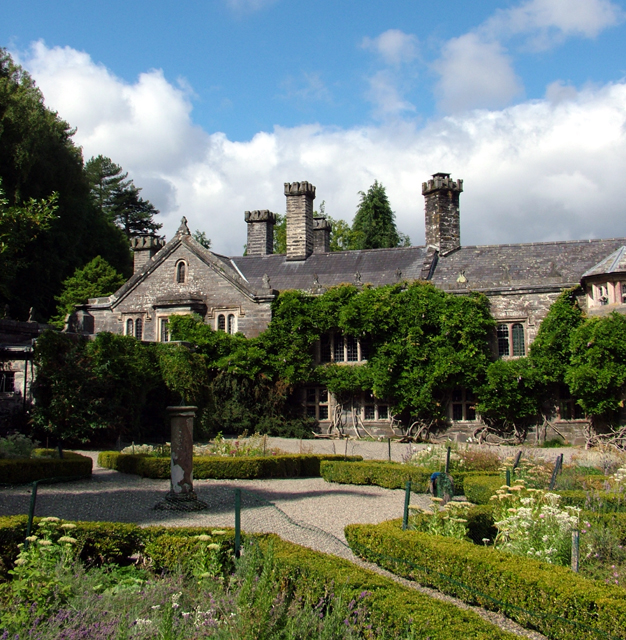
Kasteel Gwydir
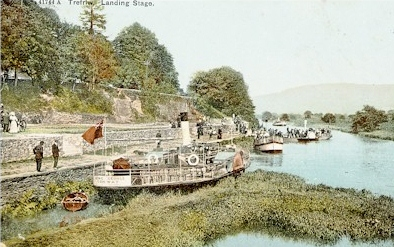
Kust bij Trefriw